# 畠山国儔
畠山 国儔（はたけやま くにとも）は、江戸時代中期から後期にかけての高家旗本。
通称は、右膳、二郎四郎。

## 略歴
高家旗本・畠山国祐の九男として誕生。生母は高家旗本・堀川広益の娘。
兄・政如の養子となる。安永7年（1778年）12月6日、政如の死去により家督を相続する。采地5000石。同月19日、10代将軍・徳川家治に御目見する。
生涯、表高家として過ごし、高家職に就くことはなかった。
享和元年（1801年）死去、享年33。
妻は近江国仁正寺藩藩主・市橋長璉の娘。子は、女子、国祥、岩之進、熊之助。